# Distretto di Degerloch
Il distretto di Degerloch é un distretto di Stoccarda.